# Дейнега Володимир Миколайович
Володи́мир Микола́йович Дейне́га (* 1966) — український диригент, баяніст, кандидат мистецтвознавства (2006).

## Життєпис
Народився 1966 року в місті Ржищів (Київська область). 1987 року закінчив Київське музичне училище по класу баяна у Івана Журомського та А. М. Гребенюка. 1992 року закінчує Київську консерваторію, клас Миколи Давидова, 1996-го — факультет оперно-симфонічного диригування, клас Вадима Гнєдаша.
В Київській музичній академії працює з 1993 року, від 2006-го викладає диригування та інструментовку. З того ж року — художній керівник і диригент зразкового оркестру баяністів-акордеоністів «Віртуози Києва», 2002-го став лауреатом Міжнародного конкурсу «Золотий акордеон» у Нью-Йорку. Одночасно — другий диригент оркестру народних інструментів Національної радіокомпанії України; має фондові записи.
2006 — кандидат мистецтвознавства, 2007 — доцент, 3 2011-го — в.о. професора.
Автор перекладень та інструментовок для оркестру баянів, оркестру народних інструментів, симфонічного оркестру.
Серед робіт:
- «Оркестровка як різновид інтерпретації», 2001
- «Диригування та оркестровка», 2002
- «Музичний інструментарій як показник специфіки оркестру народних інструментів», 2002
- «Історичні тенденції розвитку оркестровки», 2005.